# Zuara
Zuara  o Zuwarah (en árabe: زوارة‎, Zuwarah, en lenguas bereberes: ⴰⵜ ⵡⵉⵍⵍⵓⵍ, At Willul) es una localidad de Libia, capital del distrito de An Nuqat al Khams. Está situada a 60 km de la frontera de Túnez.
Su población estimada del año 2010 era de 39.561 habitantes.
La mayoría de habitantes habla el idioma zuara (una lengua zenati oriental y bereber septentrional).
La ciudad, situada entre una autopista y el mar Mediterráneo, destaca por sus playas de arena blanca.

## Historia
La tribu amazig de Zuara fue citada por Al-Bakri en el siglo XI, junto con Louata, Lemaya, Nefusa, Mezata y Zouagha, como tribu en los alrededores del golfo de Gabés.
El asentamiento fue mencionado por primera vez por el viajero Al-Tidjani en los años 1306-1309 como Zuara Al-saghirah ("Pequeña Zwarah"). En el Atlas catalán (1375) fue llamado como la Punta dar Zoyara. La ciudad es mencionada por León el Africano en el siglo XVI. Más tarde sirvió como puesto de avanzada occidental de la Libia italiana (1912-1943), siendo la terminal extinta ahora del Ferrocarril de la Libia italiana a Trípoli a 105 kilómetros (65 millas) al este. Su puerto artificial alberga una flota pesquera motorizada. Cereales y esparto (utilizado para fabricar cuerdas, zapatos y papel) son los productos locales.

### Revolución Cultural libia
En 1973 Muammar al-Gaddafi proclamó en ella la Revolución cultural libia. 

### Guerra de Libia de 2011
En las batallas de la revolución libia, la ciudad estaba bajo control de las fuerzas anti-Gaddafi locales el 23 de febrero de 2011, y fue perdida por el gobierno de Muammar Gaddafi. Miles de manifestantes antigubernamentales se reunieron en la plaza del pueblo de Zuara el 24 de febrero, rechazando otro intento del Ejército libio para retomar la ciudad. Fuerzas leales a Gadafi utilizaron los pueblos de Jumayl y Riqdalin al sur, favorables al gobierno, como base para sus ataques a la ciudad; como consecuencia de ello, a partir de marzo, la ciudad estaba bajo el control de las fuerzas leales al gobierno. En medio de la ofensiva costera rebelde, los rebeldes tomaron Zuara el 18 de agosto.
En septiembre de 2011, y tras la caída del régimen de Gadafi, Zuara fue la primera ciudad en Libia que eligió democráticamente a su consejo local.

## Clima
| Parámetros climáticos promedio de Zuara                                                | Parámetros climáticos promedio de Zuara | Parámetros climáticos promedio de Zuara | Parámetros climáticos promedio de Zuara | Parámetros climáticos promedio de Zuara | Parámetros climáticos promedio de Zuara | Parámetros climáticos promedio de Zuara | Parámetros climáticos promedio de Zuara | Parámetros climáticos promedio de Zuara | Parámetros climáticos promedio de Zuara | Parámetros climáticos promedio de Zuara | Parámetros climáticos promedio de Zuara | Parámetros climáticos promedio de Zuara | Parámetros climáticos promedio de Zuara |
| Mes                                                                                    | Ene.                                    | Feb.                                    | Mar.                                    | Abr.                                    | May.                                    | Jun.                                    | Jul.                                    | Ago.                                    | Sep.                                    | Oct.                                    | Nov.                                    | Dic.                                    | Anual                                   |
| -------------------------------------------------------------------------------------- | --------------------------------------- | --------------------------------------- | --------------------------------------- | --------------------------------------- | --------------------------------------- | --------------------------------------- | --------------------------------------- | --------------------------------------- | --------------------------------------- | --------------------------------------- | --------------------------------------- | --------------------------------------- | --------------------------------------- |
| Temp. máx. abs. (°C)                                                                   | 31.8                                    | 33.3                                    | 39                                      | 41.2                                    | 44.5                                    | 48.9                                    | 46.5                                    | 47                                      | 45.2                                    | 42                                      | 35.8                                    | 30.6                                    | 48.9                                    |
| Temp. máx. media (°C)                                                                  | 16.1                                    | 17.2                                    | 18.9                                    | 21.1                                    | 23.3                                    | 26.1                                    | 28.3                                    | 30                                      | 28.9                                    | 26.7                                    | 21.7                                    | 17.8                                    | 23.3                                    |
| Temp. media (°C)                                                                       | 12.8                                    | 13.9                                    | 15.6                                    | 17.8                                    | 20.6                                    | 23.9                                    | 26.1                                    | 27.2                                    | 26.1                                    | 23.3                                    | 18.3                                    | 13.9                                    | 20                                      |
| Temp. mín. media (°C)                                                                  | 9.4                                     | 10.6                                    | 12.2                                    | 14.4                                    | 17.8                                    | 21.1                                    | 23.3                                    | 24.4                                    | 23.3                                    | 20                                      | 14.4                                    | 10.6                                    | 16.8                                    |
| Temp. mín. abs. (°C)                                                                   | 0                                       | -3.6                                    | 1                                       | 2.2                                     | 8                                       | 10                                      | 14.4                                    | 18.5                                    | 12                                      | 6.7                                     | 1.1                                     | 0                                       | -3.6                                    |
| Precipitación total (mm)                                                               | 27.9                                    | 17.8                                    | 17.8                                    | 15.2                                    | 5.1                                     | 0                                       | 0                                       | 0                                       | 17.8                                    | 45.7                                    | 40.6                                    | 50.8                                    | 238.8                                   |
| Días de nevadas (≥ 1 mm)                                                               | 0                                       | 0                                       | 0                                       | 0                                       | 0                                       | 0                                       | 0                                       | 0                                       | 0                                       | 0                                       | 0                                       | 0                                       | 0                                       |
| Humedad relativa (%)                                                                   | 73                                      | 67                                      | 75                                      | 73                                      | 75                                      | 77                                      | 78                                      | 78                                      | 76                                      | 73                                      | 69                                      | 72                                      | 74                                      |
| Fuente n.º 1: Weatherbase (en inglés)                                                  |                                         |                                         |                                         |                                         |                                         |                                         |                                         |                                         |                                         |                                         |                                         |                                         |                                         |
| Fuente n.º 2: Meoweather (Algunas temperaturas extremas y días de nevadas) (en inglés) |                                         |                                         |                                         |                                         |                                         |                                         |                                         |                                         |                                         |                                         |                                         |                                         |                                         |